# جون بليك رايس
جون بليك رايس (بالإنجليزية: John Blake Rice)‏ هو سياسي أمريكي، ولد في 28 مايو 1809 في ايستون في الولايات المتحدة، وتوفي في 17 ديسمبر 1874 في شيكاغو في الولايات المتحدة بسبب سرطان الكبد. حزبياً، نشط في الحزب الجمهوري. وقد انتخب عضو مجلس النواب الأمريكي.